# 舍伯恩
舍伯恩又譯「舍博恩」，是西南英格蘭多塞特郡西北部的一個城鎮，據2011年英國人口普查，謝爾本有人口9,523人，其中28.7%的人口是65歲以上人口 。當地主要古蹟有舍伯恩教堂。